# Месена
Месена (на гръцки: Μεσσήνη) е древен град в област Месения, разположен в планината Итома, 25 км северно от Каламата, югозападен Пелопонес.
Месена е основана през 369 г. пр. Хр. от тиванския пълководец Епаминонд, след битката при Левктра, в която Тива и съюзниците ѝ побеждават Спарта. Това е и първата значителна битка, която Спарта губи за предходните три века. След победата, Епаминонд навлиза в Пелопонес и, с цел да ограничи властта на Спарта вбъдеще, основава градовете Месена и Мегалополис.
Месена просъществува и през римския период. Павзаний, пътешественик и писател от 2 в. от н.е., посещава града и описва основните паметници и светилища.
Останките от античния град са много добре запазени, тъй като Месена не е разрушавана, нито заселена по-късно. Проучени са и са видими множество обществени сгради от елинистическата и римската епоха, включително театърът, стадионът, светилището на Асклепий, булевтерионът, агората, както и части от крепостната стена.
Името на града идва от митичната царица Месена.